# Ленокс Шуман
Ленокс Рон О'Делл Шуман (англ. Lenox Ron O'Dell Shuman; 13 вересня 1973) — гаянський політик, який з 2 вересня 2020 року обіймає посаду віцеспікера Національної асамблеї Гаяни. Він також є засновником і лідером Партії свободи і справедливості.
2 вересня 2020 року Шуман став першим корінним гаянцем, який став віцеспікером Національної Асамблеї.

## Життєпис
Шуман народився 13 вересня 1973 року. Його мати була змішаної раси, а батько походив з роду вождів племені Локоно. У 1990 році родина емігрувала до Канади. Він закінчив бізнес-коледж Конфедерації та отримав ліцензію пілота. До приходу у світ політики Шуман був громадянином Канади, працював пілотом авіакомпанії Sunwing Airlines. У 2009 році одружився з Амандою Ван Гертен.
У 2009 році  Шуман повернувся до Гаяни, а в 2015 році був обраний тошао (головою села) Місії Святого Катберта.  Того ж року  його обрали заступником голови Національної ради тошао. У 2019 році суд постановив, що члени Національної асамблеї повинні мати лише гаянське громадянство, тому Шуман відмовився від свого канадського громадянства, щоб створити Партію свободи та справедливості та балотуватися на посаду президента на загальних виборах у березні 2020 року  в Гаяне.